# 佐爾特·拉茨科
佐爾特·拉茨科（匈牙利語：Zsolt Laczkó；1986年12月18日—）是一位匈牙利足球運動員。在場上的位置是左後衛和左邊鋒。他也代表匈牙利國家足球隊參賽。